# Licania elliptica
Licania elliptica är en tvåhjärtbladig växtart som beskrevs av Paul Carpenter Standley. Licania elliptica ingår i släktet Licania och familjen Chrysobalanaceae. Inga underarter finns listade i Catalogue of Life.